# Anna Kowalska-Lewicka
Anna Kowalska-Lewicka (* 24. Mai 1920 in Krakau; † 20. August 2009 ebenda) war eine polnische Ethnographin.

## Biographie
Anna Kowalska wuchs als Kind einer Krakauer Professorenfamilie auf. Sie war durch ihre familiären Beziehungen sowohl eng mit der Jagiellonen-Universität als auch der Polnischen Akademie der Gelehrsamkeit (PAU) verbunden. Ihr Vater war der polnische Orientalist, Professor der Jagiellonen-Universität und Generalsekretär der PAU (1939–1948), Tadeusz Kowalski. Ihr Bruder war der Paläozoologe, Professor der Polnischen Akademie der Wissenschaften (PAN) und Mitglied und Vorsitzender der PAU (1994–2001), Kazimierz Kowalski.
Kowalska nahm im Jahr 1938 ein Studium der Philosophie und Romanistik an der Jagiellonen-Universität auf. Während der Besatzungszeit besuchte sie an der Untergrund-Universität Vorlesungen zu Archäologie, Anthropologie, Kunstgeschichte und Ethnographie. Sie war konspirativ in der Polnischen Heimatarmee tätig und an der Verbreitung verbotener Schriften beteiligt. Zeitgleich arbeitete Kowalska im Zentralen Wohlfahrtsrat Rada Główna Opiekuńcza (RGO).
Im Januar 1942 fand Kowalska eine Anstellung am Archäologischen Museum der PAN, welches unter deutscher Verwaltung stand. Dort war sie bis Ende 1953 tätig.
Mit dem Ende des Zweiten Weltkrieges nahm Kowalska ein Studium der Ethnographie an der Jagiellonen-Universität auf, nachdem die Vorlesungen von Roman Reinfuss ihr Interesse geweckt hatten. Sie beendete 1948 ihr Studium unter der Anleitung von Kazimierz Moszyński mit der Dissertation Zarys kultury Indian Shipibo na tle kultur innych Indian leśnych Ameryki Południowej [Abriss der Kultur der Shipibo-Indianer vor dem Hintergrund der Kulturen anderer Waldindianer Südamerikas], welche sie im Jahre 1950 erfolgreich verteidigte.
Zum 1. Januar 1954 nahm Kowalska eine Anstellung an der neugegründeten Arbeitsstelle für Ethnographie am Institut für Geschichte der Materiellen Kultur der PAN in Krakau auf. Von 1963 bis 1971 war sie stellvertretende Leiterin der Arbeitsstelle für Ethnographie in Łódź und kehrte im Jahr 1971 an die Krakauer Arbeitsstelle zurück, dessen Leiterin sie bis zu ihrer Emeritierung am 31. August 1980 war.
Kowalskas Interessen lagen zunächst im Gebiet der exotischen Ethnographie. Sie befasste sich mit lateinamerikanischen Völkern und richtete später ihren Forschungsschwerpunkt auf die Ethnographie Polens und die Karpatenthematik aus. Sie fühlte sich seit ihrer Kindheit besonders mit der Region Podhale verbunden, wo sie intensive Feldforschungen zur Volkskultur und spezielle zur materiellen Kultur, der Feld- und Weidewirtschaft, den Volkstrachten, aber auch zur Manifestation der geistigen und sozialen Kultur durchführte. Sie widmete viel Zeit dem Thema Ernährung und nahm an internationalen Konferenzen teil, von denen sie auch einige mitorganisierte, die den Fragen ethnologischer Forschungen zu dieser Problematik gewidmet waren.
Anna Kowalska heiratete den Orientalisten Tadeusz Lewicki, Professor der Jagiellonen-Universität und Leiter des Instituts für Orientalische Philologie und ordentliches Mitglied der PAN und PAU.
Anna Kowalska-Lewicka wurde auf dem Radowicki-Friedhof in Krakau in einem Familiengrab beigesetzt.

## Auszeichnungen und Mitgliedschaften
- 1947: Mitglied der Polnischen Gesellschaft für Völkerkunde
- 1956–61: Herausgeber der Publikationsreihe Biblioteka Popularnonaukowa [Populärwissenschaftliche Bibliothek]
- 1970–82: Herausgeber der Publikationsreihe Biblioteka Popularnonaukowa [Populärwissenschaftliche Bibliothek]
- ab 1973: Mitglied und Sekretär der Kommission der Ethnographie der PAN
- 1981–89: Mitglied des Wissenschaftsausschusses für Ethnologie der PAN, die letzten 2 Jahre als Präsidiumsmitglied.
- 1982–89: Präsident der Gesellschaft für Völkerkunde

- 1975: Träger des Krzyż Kawalerski Orderu Odrodzenia Polski [Ritterkreuzes des Ordens der Wiedergeburt Polens]
- 1991: Ehrenmitglied der Polnischen Volkskundlichen Gesellschaft (Polskie Towarzystwo Ludoznawcze)
- 1995: Preis des Ministeriums für Kultur und Kunst
- 2007: Gloria-Artis-Medaille für kulturelle Verdienste in Silber

## Publikationen

### Monographien
- Hodowla i pasterstwo w Beskidzie Sądeckim [Viehzucht und Hirtenwirtschaft in den Sandezer Beskiden]. 1980. Wrocław.
- Mauretania. 1976. Warszawa.
- Shipibo. 1969. Wrocław.

### Sammelbände
- Studia z kultury ludowej Beskidu Sądeckiego [Studien zur Volkskultur der Sandezer Beskiden]. 1985. Wrocław.
- Pożywienie ludności wiejskiej [Die Ernährung der Landbevölkerung]. 1973. Kraków.